# قطعنامه ۱۲۶ شورای امنیت
قطعنامه  ۱۲۶ شورای امنیت سازمان ملل متحد که در تاریخ ۰۵ سپتامبر ۱۹۵۷ تصویب شد، سندی بین‌المللی دربارهٔ مسئلهٔ هند-پاکستان است. این قطعنامه طی نشست ۸۰۸ام با ۱۰ موافق، ۰ مخالف و ۱ ممتنع تصویب شد.